# Roy Cohn
Roy Marcus Cohn (20 de febrero de 1927 - 2 de agosto de 1986) fue un abogado estadounidense cuya carrera fue conocida principalmente como brazo derecho del senador Joseph McCarthy durante el período de las audiencias realizadas en contra de los supuestos comunistas que se encontraban en el gobierno de los Estados Unidos, especialmente en las Audiencias del Ejército-McCarthy. Fue también una figura clave para la fiscalía en los juicios de Ethel y Julius Rosenberg. Una persona controvertida, tuvo un gran poder político en su época.

## Infancia y juventud
Nacido en la Ciudad de Nueva York, Cohn fue el único hijo del matrimonio de Dora Marcus y Albert Cohn, un juez de Nueva York quien tenía cierta influencia en las políticas del Partido Demócrata. Vivió junto a sus padres hasta la muerte de su madre en 1967. Luego vivió en Nueva York, en Washington D. C. y en Greenwich, Connecticut. 
Tras graduarse en la Escuela de Derecho de la Universidad de Columbia en 1946, con tan sólo 20 años, comenzó a trabajar para la oficina del fiscal general, Irving H. Saypol, en Manhattan.
Aunque estaba registrado como Demócrata, Cohn apoyó tanto a los presidentes republicanos de su época como a otros políticos republicanos de Nueva York. De hecho, en la década de los 70 y 80 fue asesor legal del que sería el futuro presidente de los Estados Unidos, Donald Trump.